# Horst Buchholz
Pour les articles homonymes, voir Buchholz.
Horst Buchholz est un acteur allemand, né le 4 décembre 1933 à Berlin, où il est mort le 3 mars 2003.

## Biographie

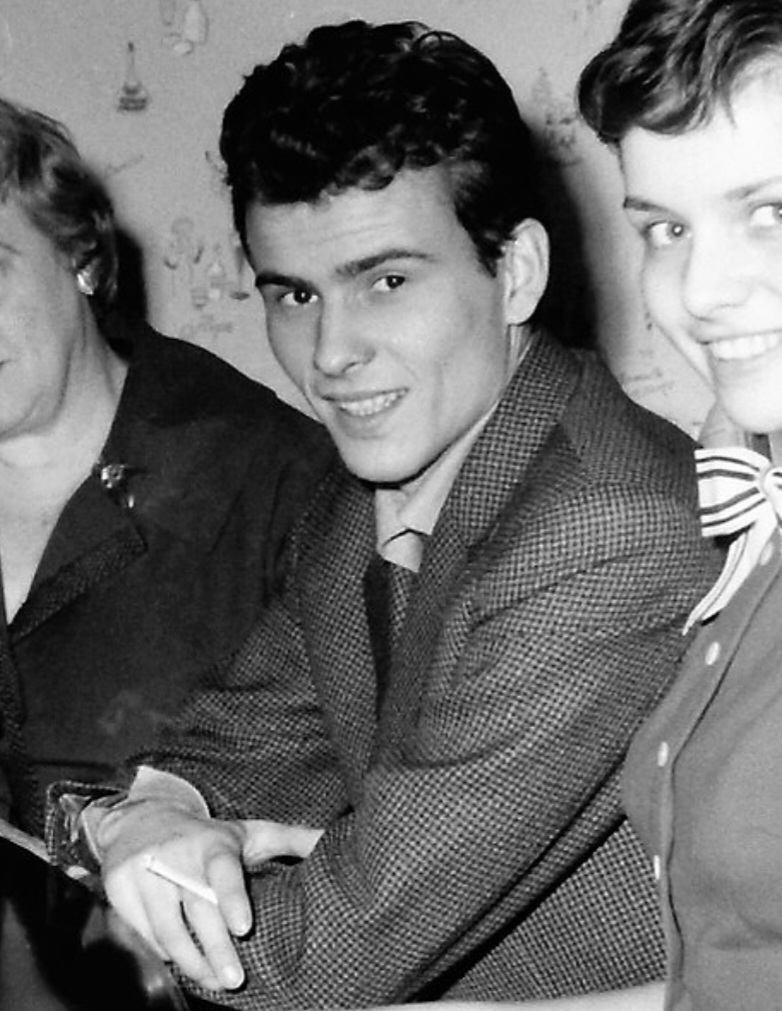
Horst Buchholz
dans les années 1950.

Horst Werner Buchholz naît de Marie Hasenkamp dans l'arrondissement de Neukölln à Berlin. Il ne connaîtra jamais son père biologique. Peu de temps après sa naissance, sa mère le confie à une famille d'accueil. Il reçoit le nom de Buchholz, quand sa mère épouse en 1938 le cordonnier Hugo Buchholz et reprend son fils auprès d'elle. Ils vivent alors dans le quartier populaire berlinois de Prenzlauer Berg. En 1941, sa demi-sœur Heidi vient au monde. Elle donne à son demi-frère aîné le surnom de « Hotte », qu'il conserve jusqu'à sa mort. Buchholz apprend très tôt à être autonome et indépendant. En 1943, il est évacué en Silésie. En 1946, il retourne avec un ami à Berlin. En 1956, il vit une amourette avec l'actrice Romy Schneider.
Horst Buchholz (ou Bucholz selon les génériques) se marie en 1958 avec l'actrice française Myriam Bru dont il a un fils, l'acteur Christopher Buchholz, et une fille, Béatrice Buchholz. 

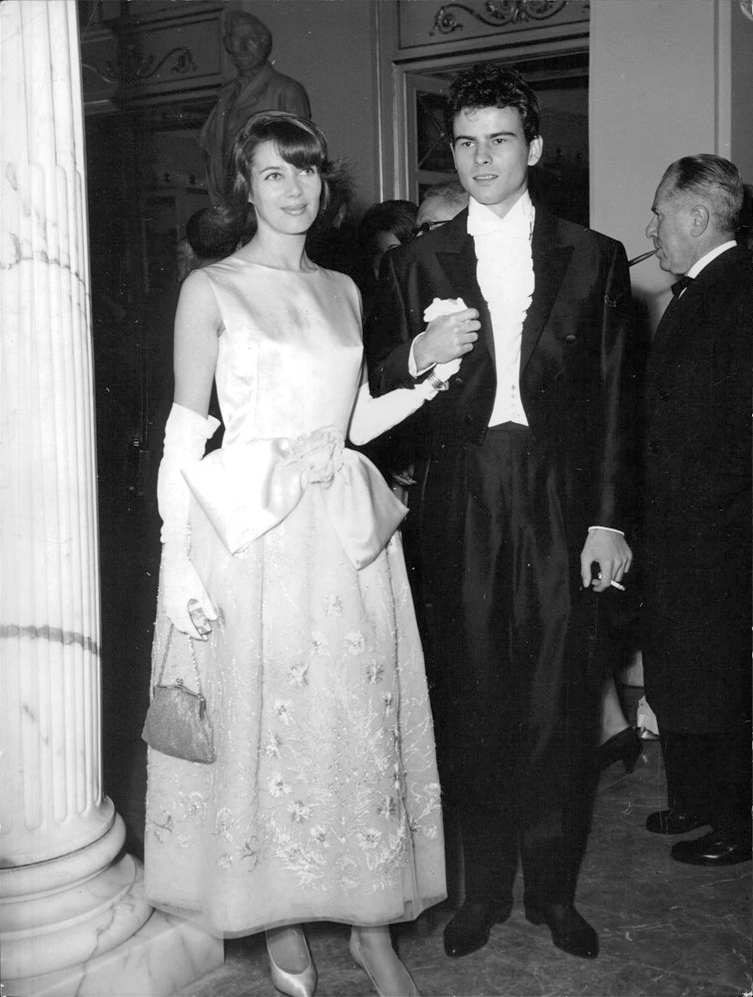
Horst Buchholz et son épouse Myriam Bru le 7 décembre 1960 au gala d'ouverture de la nouvelle saison lyrique de la Scala de Milan.

Jeune premier en vogue du cinéma européen des années 1950 et 1960, il entame une carrière américaine grâce notamment à son rôle dans Les Sept Mercenaires de John Sturges (1960). Myriam Bru, qui a abandonné sa carrière d'actrice pour s'établir agent artistique, n'aura de cesse de soutenir son mari bien que celui-ci lui soit infidèle, mais « La seule chose qu’elle ne lui ait jamais pardonné est d’avoir ruiné sa propre carrière en repoussant les propositions de réalisateurs comme Elia Kazan, Federico Fellini et Luchino Visconti. ». En effet, par deux fois, Horst Buchholz rejette les rôles que Visconti lui propose (rôles qui échoiront à son « rival français » de l'époque, Alain Delon). C'est le critique 
Pierre Murat qui relate les faits dans Télérama : « Luchino Visconti s'intéresse à lui : il songe à en faire le principal personnage de la saga familiale et politique qu'il prépare. À en croire le documentaire sur son père, réalisé, il y a quelques années, par Christopher Buchholz, un assistant mal inspiré du cinéaste demande une photo de l'acteur en maillot de bain. Fureur de Horst Buchholz : pour qui le prend ce vieux pervers ? Il envoie balader le cliché et le rôle. Rocco et ses frères se fera sans lui… Obstiné, Visconti le sollicite à nouveau, quelque temps après, pour Le Guépard. Et plus question de photo, cette fois. En vain… […] À Hollywood, il récidive. Certes, il accepte, en 1960, d’être l’un des Sept Mercenaires où il tire brillamment son épingle du jeu. […] Mais, lui qui chante pas mal et danse plutôt bien, repousse aussitôt après West Side Story (1961), le film aux dix oscars qui révolutionne la comédie musicale. Il refuse également le film de Sergio Leone "Pour une poignée de dollars" qui sera accepté par Clint Eastwood.À ce degré-là, l'erreur frôle le sublime. De la poésie absurde à l'état pur… »
Parmi ses films les plus célèbres, outre Les Sept Mercenaires, on peut également citer Un, deux, trois, une comédie de Billy Wilder (1961), Le Sauveur, premier film du cinéaste et critique français Michel Mardore (1971), et La vie est belle de Roberto Benigni (1997). 

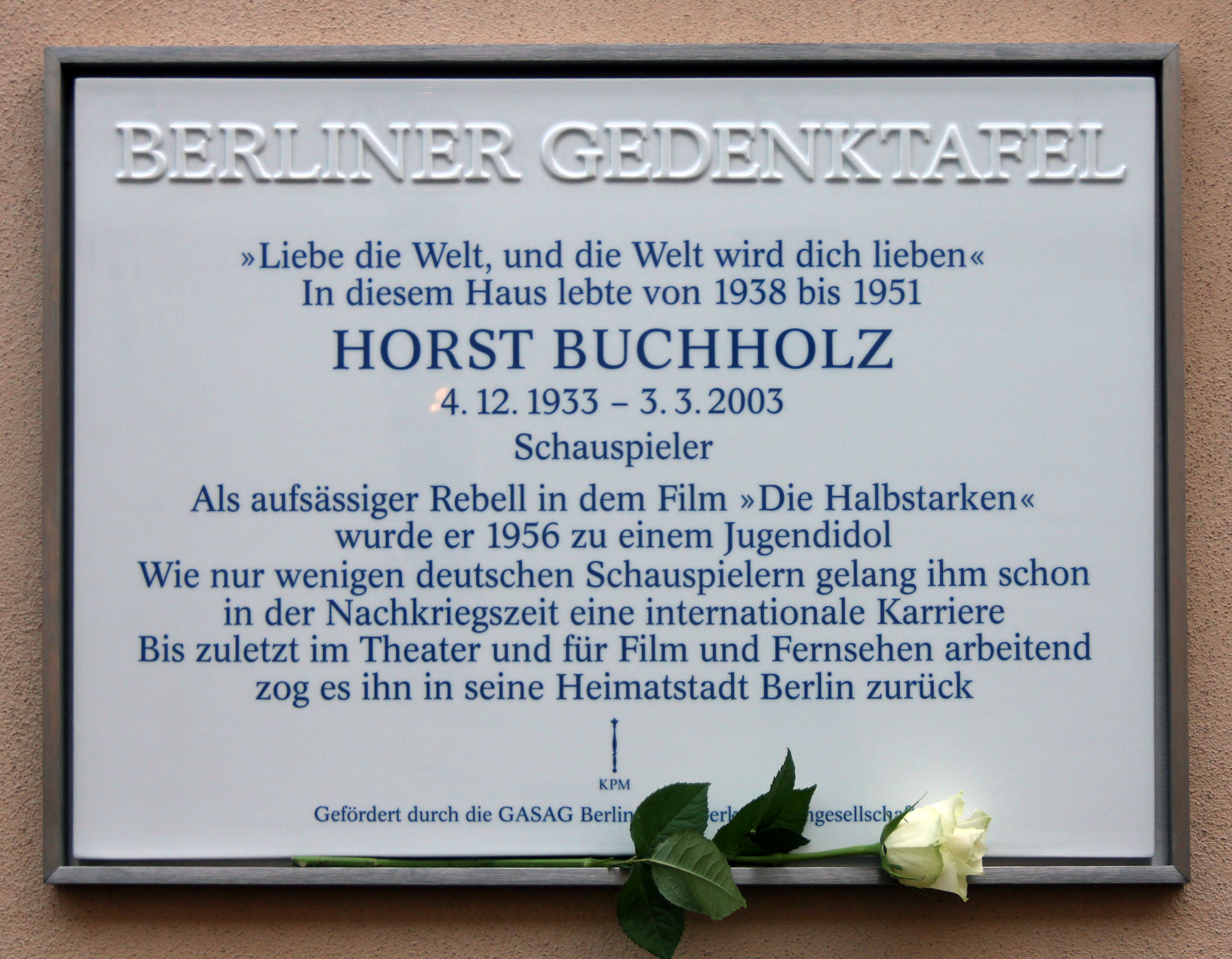
« Aime le monde, et le monde t’aimera »
Dans cette maison a vécu
de 1938 à 1951
HORST BUCHHOLZ
4-12-1933 — 3-3-2003
Acteur
Plaque commémorative apposée à Berlin au
11 Sodtkestrasse
Berlin-Prenzlauer Berg.

Mais, dans les années 1960, on le remarque aussi en tête d'affiche de coproductions européennes ambitieuses, comme La Fabuleuse Aventure de Marco Polo de Denys de La Patellière (1965), où il personnifie Marco Polo, et également dans Les Aventures extraordinaires de Cervantes où il interprète Miguel de Cervantes (1967). En 1990, il endosse le rôle du redoutable guerrier Thor dans le film européen La Fuite au paradis. Bien qu'il n'ait peut-être pas les moyens de ses ambitions, ce film de science-fiction post-apocalyptique est louable pour son originalité. 
Mais, ensuite, ses apparitions au cinéma se raréfient et, à partir des 1980, on le voit principalement à la télévision. En 1997, il participe à la série télévisée Maître Da Costa (France 2), mais également à certains épisodes de la série policière allemande Inspecteur Derrick.
Il meurt le 3 mars 2003, à 69 ans, d'une pneumonie.
En 2005, son fils Christopher, lui rend hommage dans un documentaire intitulé : Horst Buchholz, mon père.

## Témoignage
- Leslie Caron[4] : « Horst Buchholz était le plus délicieux des complices, tendre, sensible et capable d'un lyrisme qui rendait les scènes d'amour aussi faciles à jouer que mémorables. »

## Filmographie

### Cinéma
- 1955 : Marianne de Julien Duvivier : Vincent Loringer
- 1955 : Ciel sans étoiles (Himmel ohne Sterne) d'Helmut Käutner : Mischa Bjelkin
- 1956 : Régine (Regine) d'Harald Braun : Karl Winter
- 1956 : Les Demi-sel (Die Halbstarken) de Georg Tressler : Freddy Borchert
- 1957 : Pour l'amour d'une reine (Herrscher ohne Krone) d'Harald Braun : le roi Christian VII
- 1957 : Un petit coin de paradis (Robinson soll nicht sterben) de Josef von Báky : Tom Defoe
- 1957 : Les Confessions de Félix Krull (Bekenntnisse des Hochstaplers Felix Krull) de Kurt Hoffmann : Félix Krull
- 1957 : Monpti d'Helmut Käutner : Monpti
- 1958 : Ein Stück vom Himmel de Rudolf Jugert : le chauffeur du cabriolet
- 1958 : Terminus amour (Endstation Liebe) de Georg Tressler : Mecky Berger
- 1958 : Zone-Est interdite (Le monde a tremblé) (Nasser Asphalt) de Frank Wisbar : Greg Bachmann

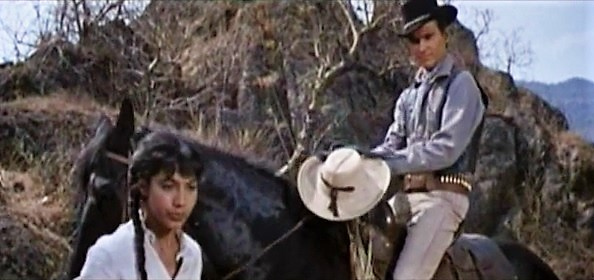
Horst Buchholz et Rosenda Monteros dans Les Sept Mercenaires.

- 1958 : Résurrection (Auferstehung) de Rolf Hansen : le prince Dimitri Nekhlioudov
- 1959 : Les Yeux du témoin (Tiger Bay) de J. Lee Thompson : Korchinsky
- 1959 : Les Mutins du Yorik (Das Totenschiff) de Georg Tressler : Philip Gale
- 1960 : Les Sept Mercenaires (The Magnificent Seven) de John Sturges : Chico
- 1961 : Fanny de Joshua Logan : Marius
- 1961 : Un, deux, trois (One, Two, Three) de Billy Wilder : Otto Ludwig Piffl
- 1963 : À neuf heures de Rama (Nine Hours to Rama) de Mark Robson : Nathuram Godse
- 1963 : L'Ennui et sa diversion, l'érotisme (La noia) de Damiano Damiani : Dino
- 1965 : La Fabuleuse Aventure de Marco Polo de Denys de La Patellière : Marco Polo
- 1965 : L'Homme d'Istambul (Estambul 65 ou Operación Estambul) d'Antonio Isasi-Isasmendi : Tony Mecenas
- 1967 : Johnny Banco d'Yves Allégret : Johnny Banco
- 1967 : Les Aventures extraordinaires de Cervantes (Cervantes) de Vincent Sherman : Miguel de Cervantes
- 1968 : L'Astragale de Guy Casaril : Julien
- 1969 : Quand, comment et avec qui ? (Come, quando, perché) d'Antonio Pietrangeli et Valerio Zurlini : Alberto
- 1970 : Ici Londres… la colombe ne doit pas voler (La colomba non deve volare) de Sergio Garrone : Pablo Vallajo
- 1971 : Le Sauveur de Michel Mardore : Claude
- 1972 : Toute la ville danse (The Great Waltz) d'Andrew L. Stone : Johann Strauss Jr
- 1973 : ...aber Jonny! d'Alfred Weidenmann : Jonny
- 1977 : Frauenstation de Rolf Thiele : le docteur Schumann
- 1979 : De l'enfer à la victoire (Contro 4 bandiere) d'Umberto Lenzi : Jürgen Dietrich
- 1979 : Avalanche Express de Mark Robson : Scholten
- 1982 : Aphrodite de Robert Fuest : Harry Laird
- 1983 : Sahara d'Andrew V. McLaglen : Von Glessing
- 1984 : Wenn ich mich fürchte... de Christian Rischert : Robert Feldmann
- 1985 : Nom de code : Émeraude (Code Name: Emerald) de Jonathan Sanger (en) : Walter Hoffman
- 1988 : I skrzypce przestaly grac d'Alexander Ramati : Dymitr Mirga
- 1990 : La Fuite au paradis (Fuga dal paradiso) d'Ettore Pasculli : Thor

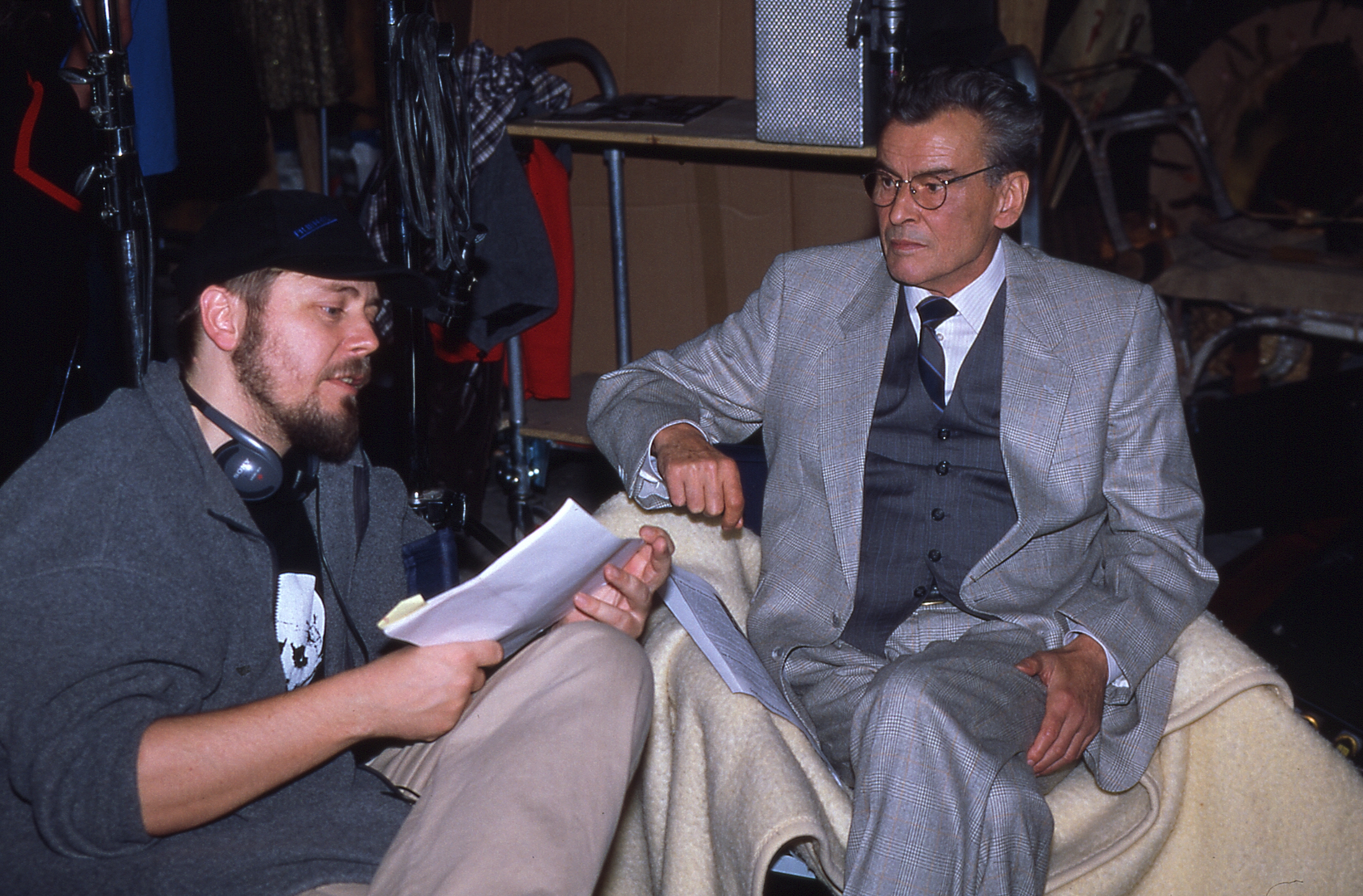
Horst Buchholz et Thomas Frick durant le tournage de Détective Lovelorn et la vengeance du pharaon
Dernier film d'Horst Buchholz.

- 1992 : Aigle de fer 3 (Aces: Iron Eagle III) de John Glen : Leichman
- 1993 : Si loin, si proche ! (In weiter Ferne, so nah!) de Wim Wenders : Tony Baker
- 1997 : Ptak ohnivak de Václav Vorlíček : le roi Jorgen
- 1997 : La vie est belle (La vita è bella) de Roberto Benigni : le docteur Lessing
- 1999 : Minefield de Garry Lane
- 2000 : La Face brillante de la Lune (Heller als der Mond) de Virgil Widrich : Erster Gast
- 2001 : Stratégiquement vôtre (The Enemy) de Tom Kinninmont : le docteur George Ashton
- 2002 : Détective Lovelorn et la vengeance du pharaon (Detective Lovelorn und die Rache des Pharao) de Thomas Frick : le professeur Svedenborg

### Télévision
- 1968 : The Danny Thomas Hour (en), série télévisée, épisode Fear Is the Chain réalisé par Lamont Johnson : Ivo
- 1974 : Le Tueur du bout du monde (Lohngelder für Pittsville), téléfilm de Krzysztof Zanussi : Mark Kalvin
- 1976 : Klimbin, série télévisée de Michael Pfleghar : le chef d'orchestre
- 1976 : The Savage Bees, téléfilm de Bruce Geller : le docteur Jorge Meuller
- 1976 : Raid sur Entebbe (Raid on Entebbe), téléfilm d'Irvin Kershner : Wilfred Boese
- 1976 : Inspecteur Derrick (Derrick), série télévisée, épisode Das Superding réalisé par Wolfgang Becker : Gerke
- 1977 : Dead of Night, téléfilm de Dan Curtis : Michael
- 1977 : L'Âge de cristal (Logan's Run), série télévisée, épisode Capture réalisé par Irving J. Moore : Borden
- 1978 : L'Île fantastique (Fantasy Island), série télévisée, épisode Return to Fantasy Island réalisé par George McCowan : Charles Fleming
- 1978 : La Conquête de l'Ouest (How the West Was Won), série télévisée de Jim Byrnes : Sergei
- 1978 : Le Retour du capitaine Nemo (The Return of Captain Nemo), téléfilm d'Alex March et Paul Stader : le roi Tibor
- 1978 : Drôles de dames (Charlie's Angels), série télévisée, épisode Angel Come Home réalisé par Paul Stanley : Paul Ferrino
- 1978 : Inspecteur Derrick (Derrick), série télévisée, épisode Solo für Margarete réalisé par Michael Braun : Alexis
- 1979 : Terreur à bord (The French Atlantic Affair), série télévisée réalisée par Douglas Heyes : le docteur Chabot
- 1980 : Inspecteur Derrick (Derrick), série télévisée, épisode Auf einem Gutshof réalisé par Theodor Grädler : Richard Schulte
- 1981 : Berlin Tunnel 21, téléfilm de Richard Michaels : Emerich Weber
- 1983 : Inspecteur Derrick (Derrick), série télévisée, épisode Die Tote in der Isar réalisé par Alfred Weidenmann : Arthur Dissmann
- 1983 : Le Renard (Der Alte), série télévisée, épisode Liebe hat ihren Preis réalisé par Theodor Grädler : Wolf Daniel
- 1986 : Affari di famiglia, téléfilm de Marcello Fondato : William Scotti Sullivan
- 1986 : Die Fräulein von damals, téléfilm de Dietrich Haugk
- 1986 : Crossings, série télévisée de Karen Arthur : Martin Goertz
- 1988 : Der Schatz im Niemandsland, série télévisée de Peter Weissflog
- 1991 : Réquiem por Granada, série télévisée réalisée par Vicente Escrivá : Rey Muley Hasan
- 1992 : La Mort au bout des doigts (Touch and Die), téléfilm de Piernico Solinas : Limey
- 1993 : Geschichten aus dem Leben, série télévisée, épisode Die Geschäftsreise réalisé par Nico Hofmann et Wolfgang Luderer : Friedrich Talberg
- 1993 : Sylter Geschichten, série télévisée de Wolfgang Hübner et Karsten Wichniarz : Kai Berger
- 1994 : Tödliches Erbe, téléfilm de Sigi Rothemund : Wolfgang Olmer
- 1994 : La Caverne de la rose d'or (Fantaghiro), mini-série de Lamberto Bava, épisode L'Empereur du mal : Darken
- 1995 : Der Clan der Anna Voss, série télévisée de Herbert Ballmann : Paul Voss
- 1997 : Geisterstunde - Fahrstuhl ins Jenseits, téléfilm de Rainer Matsutani et Sebastian Niemann : le père de Bettina
- 1997 : Der kleine Unterschied, téléfilm de Thomas Bohn : Wolfhart Perl
- 1997 : Maître Da Costa, série télévisée, épisode Les Témoins de l'oubli réalisé par Nicolas Ribowski : Arnold Bormann
- 1998 : Voyage of Terror, téléfilm de Brian Trenchard-Smith : le capitaine
- 1998 : Dunckel, téléfilm de Lars Kraume : Jean
- 2000 : Kinderraub in Rio - Eine Mutter schlägt zurück, téléfilm de Jörg Grünler : le docteur Lopez
- 2000 : Klinikum Berlin Mitte - Leben in Bereitschaft, série télévisée, épisodes Der Neue et Frauentag réalisés par Udo Witte : Hubertus Brandt
- 2001 : Der Club der grünen Witwen, téléfilm de Udo Witte : Fritz Pohlmann
- 2001 : Traumfrau mit Verspätung, téléfilm de Hans-Erich Viet : Leon
- 2002 : Atlantic Affairs, téléfilm de Hark Bohm et Nils Willbrandt : le Maître de Plaisir
- 2002 : In der Mitte eines Lebens, téléfilm de Bernd Fischerauer : Albert Ambach
- 2002 : Abschnitt 40, série télévisée, épisode Morgengrauen réalisé par Udo Witte : Herr Dubszinski

## Distinctions
Toutes ces informations proviennent de l'IMBd.

### Récompenses
- Bambi 1956 : du meilleur acteur (National) pour Ciel sans étoiles
- Prix du film allemand 1956 : prix du meilleur jeune acteur pour Ciel sans étoiles
- Bambi 1957 du meilleur acteur (National) pour Les Confessions de Félix Krull
- Festival international du film de Karlovy Vary 1957 : mention spéciale pour son interprétation dans Les Confessions de Félix Krull.
- Bravo 1958 : prix du meilleur acteur
- Prix du film allemand 1984 : prix du meilleur acteur dans un rôle principal pour Wenn ich mich fürchte...

### Nominations
- Bravo Otto 1957 : nommé pour le prix du meilleur acteur
- Prix du film allemand 1957 : nommé pour le prix du meilleur acteur pour Les Demi-sel
- Bambi 1958 : nommé pour le prix du meilleur acteur (National) pour Zone-Est interdite (Le monde a tremblé)
- Prix du film allemand 1958 : nommé pour le prix du meilleur acteur dans un rôle principal pour Zone-Est interdite (Le monde a tremblé)
- Laurel Awards 1961 : nommé pour le Golden Laurel « Nouvelle personnalité masculine » (révélée dans Les Sept Mercenaires)
- Bravo Otto 1967 : nommé pour le prix du meilleur acteur
- Screen Actors Guild Award 1999 : nommé pour le Screen Actors Guild Award de la meilleure distribution pour La vie est belle (La vita è bella)